# Lucas Noguera Paz
Lucas Noguera Paz (San Miguel de Tucumán, 5 de octubre de 1993) es un jugador de rugby argentino, donde jugaba de pilar para la selección de rugby de Argentina y para el Bath Rugby de la Premiership Rugby. 
Noguera Paz fue jugador de Argentina M20 en el Campeonato Mundial de Rugby Juvenil de 2013 celebrado en Francia. Representó a los Pampas XV en su gira de 2014 por Australia. Al igual que los jugadores más jóvenes de Los Pumas, la Selección de rugby de Argentina, hizo sus primeros pasos con el seleccionado en el PlaDAR, impulsado por la Unión Argentina de Rugby y hoy, son figuras determinantes dentro del plantel dirigido por Daniel Hourcade.
Su debut con la selección de Argentina se produjo en un partido contra Uruguay en Paysandú el 17 de mayo de 2014, donde logró un ensayo.
En agosto de 2014, fue elegido para el equipo de los Pumas que jugaría el Rugby Championship 2014.
Seleccionado para la Copa del Mundo de Rugby de 2015, donde Los Pumas alcanzaron el cuarto puesto, Noguera Paz marcó un try en la victoria de su equipo 64-19 sobre Namibia. 
Ha firmado para jugar con Jaguares hasta 2017. Fue fichado por Bath rugby y disputará la premiership inglesa hasta mediados del 2019.